# Жолудськ (зупинний пункт)
Жо́лудськ — пасажирська зупинна залізнична платформа Рівненської дирекції Львівської залізниці.
Розташована в селі Малий Жолудськ Володимирецького району Рівненської області на лінії Сарни — Ковель між станціями Рафалівка (7 км) та Антонівка (15 км).
Станом на 2025 рік, щодня одна пара приміського поїзда прямує за напрямком Ковель-Пасажирський — Сарни.